# Охеда, Сантос
Са́нтос Охе́да (исп. Santos Ojeda; 18 января 1917, Кайбарьен, ныне провинция Вилья-Клара, Куба — 27 мая 2004, Майами) — американский пианист и музыкальный педагог кубинского происхождения.
В три года учился игре на фортепиано у своей матери. Был замечен дирижёром и композитором Алехандро Гарсиа Катурла, вместе с которым в 15-летнем возрасте впервые на Кубе исполнил «Rhapsody in Blue» Гершвина. Затем отправился учиться в США и был принят в Джульярдскую школу (класс Иосифа Левина) — став, как считается, её первым иностранным студентом. Во время Второй мировой войны служил в армии США, по окончании войны остался в Европе и занимался в Париже у Ива Ната, затем вернулся в Нью-Йорк и окончил Джульярдскую школу под руководством Розины Левиной в 1950 г. Преподавал в Джульярдской школе и Колумбийском университете, затем 1967—1987 гг. профессор фортепиано в Университете Цинциннати.
В последние годы жизни Охеда переехал в Майами, штат Флорида, чтобы быть ближе к семье. Он умер в возрасте 87 лет от осложнений пневмонии в больнице Хайалиа. 